# Grilo-doméstico
O grilo-doméstico (Acheta domesticus) é um grilo do continente europeu. Tais insetos têm hábitos noturnos, e vivem principalmente no interior das edificações, possuindo coloração geral pardacenta, que apresenta asas posteriores quando dobradas, projetadas como extremidades caudais.